# Nazmi Ziya Güran
Nazmi Ziya Güran (Istambul, 1881 – 11 de setembro de 1937) foi um pintor turco e professor de arte. Seus trabalhos se concentravam nas técnicas impressionistas. 

## Biografia
Nascido em Istambul, seu pai era funcionário público. Nazmi estudou na escola Vefa Lisesi, a primeira escola de ensino médio não militar da Turquia. 
Interessado em artes desde criança, ele perguntou aos pais se podia ter aular na Academia de Artes de Istambul, o que foi negado e ele foi para Academia de Serviço Civil, hoje a Faculdade de Ciência Política da Universidade de Ankara. 
Nazmi conseguiu ter aulas particulares de artes com Hoca Ali Riza, professor de arte e pintor profissional, após a morte do pai, em 1902. Estudou com o pintor italiano Salvatore Valeri (1856-1946) e com o escultor Yervant Voskan, mas teve dificuldades em se adaptar com as técnicas conservadoras, tendo conflitos com seus tutores e com o diretor do instituto onde estava matriculado, Osman Hamdi Bey. Em um encontro com o pintor francês Paul Signac, que visitou Istambul enquanto viajava pelo Mar Mediterrâneo, acabou influenciando seu estilo. Os conflitos continuaram até que em 1907, ele fez as provas finais e se graduou apenas um ano depois.

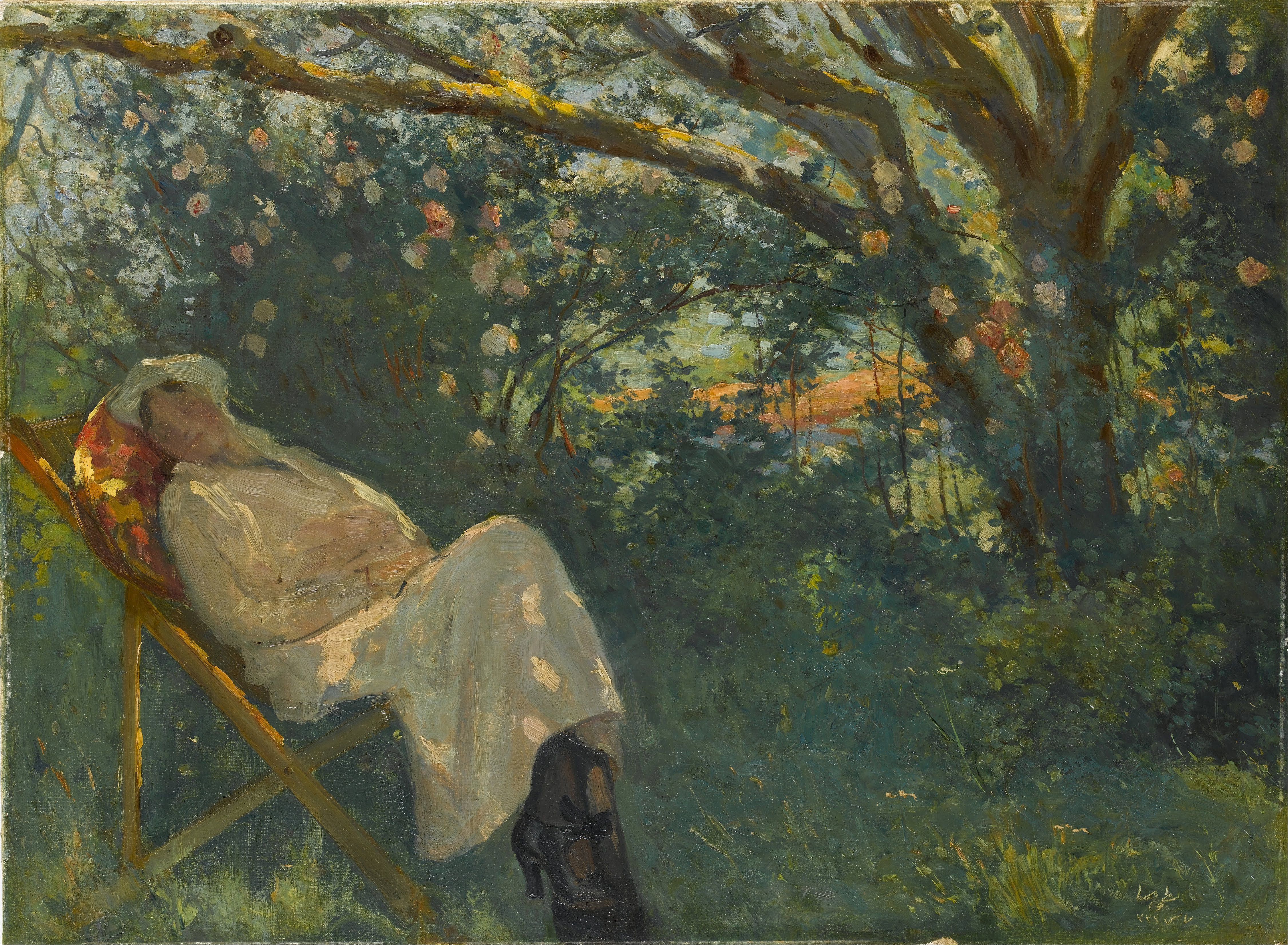
Dama no sofá (1904)

Cansado de esperar pelo certificado, ele viajou para Paris, em 1908. Depois de ter aulas na Académie Julian, trabalhou no estúdio de Marcel Baschet e Lionel Royer. Lá, aproveitou para estudar na École des Beaux-Arts, com Fernand Cormon. Como era costume da época, Nazmi fez cópias primorosas de obras do Louvre, passando meses sozinho sentando em frente as obras. 
Após viajar pela Alemanha e pela Áustria, ele voltou para casa em 1914, estabelecendo-se em İzmir, empregando-se como professor universitário e trabalhando como inspetor para a diretoria de educação. Para ajudar a família durante os anos de guerra, ele acabou se dedicando a outras atividades, como agricultura e artesanato. Depois da guerra, trabalhou como diretor da Escola Industrial de Artes por anos não consecutivos, enquanto se dedicava a pintar paisagens do interior da Turquia, geralmente pintando os mesmos cenários, mas em diferentes horários durante o dia para acompanhar a mudança de luminosidade. Nazmi também abriu sua própria escola de arte. Em 1928, seus quadros foi comprados pelo rei Amanullah Khan, do Afeganistão.

## Morte
Mesmo tendo participado da exposição anual do Museu de Galatasaray, Nazmi não fez grandes exposições até 1937, quando lhe deram uma seção própria para uma grande exposição da Sociedade de Arte. Com entusiasmo, ele ajudou a montar seções e a transportar diversas obras de arte para a exibição. Aliado ao calor extremo e à fadiga causada pela agitação dos últimos dias, Nazmi teve uma grave crise de estafa, da qual nunca se recuperou e veio a falecer devido a um infarto em 11 de setembro de 1937.

## Arte selecionada

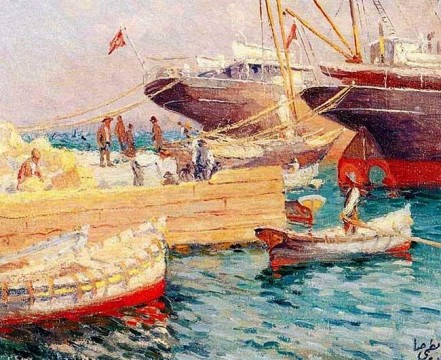
Cena do porto
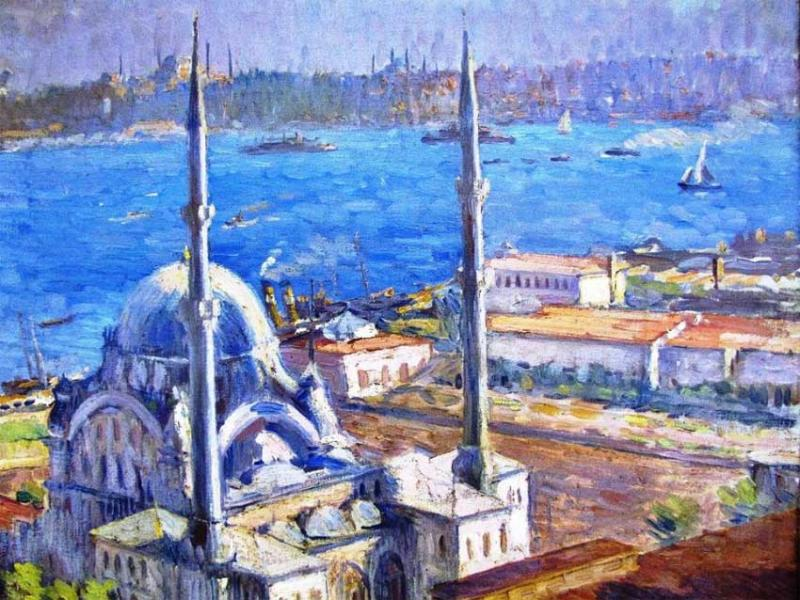
Mesquita de Nusretiye]] em Tophane
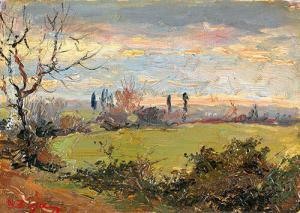
Paisagem
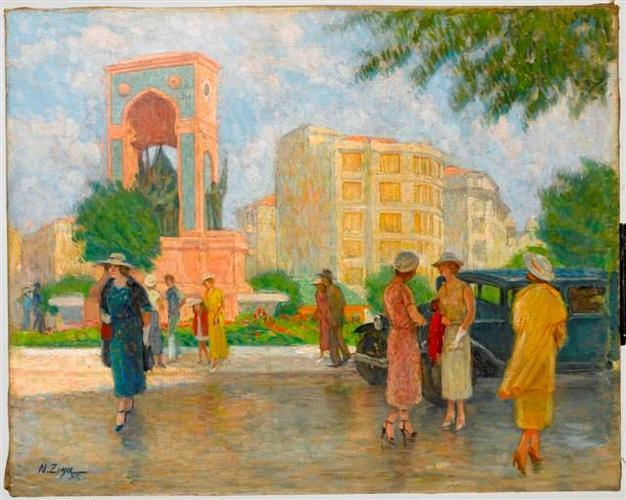
Praça Taksim
Cena do porto